# Nick Newell
Nick Newell (Millford, 17 de março de 1986) é um lutador de MMA norte-americano.
Nick é conhecido por sua deficiência física: nasceu sem a metade de um braço, devido a uma amputação congênita. Porém, este fato não o impediu de lutar MMA e ficar invicto.
Nick tem chamado tanto a atenção, que os videos de suas lutas no youtube já tiveram por volta de 4.500.000 visualizações.

## Carreira

### Campeão do Xtreme Fighting Championships (XFC)
No dia 7 de dezembro de 2012, ele faturou o cinturão do Xtreme Fighting Championships (XFC) (Peso Leve), ao finalizar em pouco mais de um minuto Erick Reynolds, com um mata-leão. Em maio de 2013, porém, ele perdeu o cinturão por se recusar a enfrentar o desafiante número um da categoria, Scott Hotlzman.
| “ | "Ao negociarmos a bolsa para este combate, Newell e empresários disseram que gostaria de muito mais dinheiro, porque teria recebido propostas de outras organizações. Disse a ele que não é asism que as coisas funcionam e pedi para que trouxesse as tais propostas para negociarmos melhor. Aí eles trouxeram o valor, renegociamos e fechamos um acordo, que foi quebrado pouco depois. A alegação foi que Newell quer apenas enfrentar agora ex-lutadores do UFC. Assim, concluímos que ele (Newell) não será mais nosso campeão peso leve. Não somos simplesmente "alimentadores" do UFC" | ” |

### World Series of Fighting
No dia 28 de maio de 2013, Newell assinou contrato com o World Series of Fighting (WSOF). Sua primeira luta no evento foi contra Keon Caldwell, no dia 10 de agosto de 2013. Newell venceu sua 10a luta, após finalizar o oponente com uma guilhotina.
No dia 7 de dezembro de 2013, ele fez sua segunda luta no evento. Ainda no primeiro round do confronto contra o canadense Sabah Fadai, ele finalizou o combate com uma incrível guilhotina em pé.
Newell então lutou pelo Cinturão Peso Leve do WSOF contra o campeão Justin Gaethje em 5 de julho de 2014 no WSOF 11 e sofreu a primeira derrota de sua carreira após levar um soco e obrigar o árbitro a interromper a luta no segundo round.
Newell voltou ao caminho das vitórias derrotando Joe Condon em 10 de abril de 2015 no WSOF 20, vencendo-o por decisão unânime.
Newell anunciou sua aposentadoria após sua vitória sobre Tom Marcellino em 17 de outubro de 2015 no WSOF 24, justificando como principal motivo a impossibilidade de continuar dando shows de auto nível para os fãs, devido as recorrentes lesões sofridas nos últimos camps de treinamentos.

## Conquistas
World Series of Fighting
- 2013 - Finalização do ano

Xtreme Fighting Championships
- Cinturão do XFC Lightweight Championship (1 vez)

## Cartel no MMA
| Cartel no MMA   |             |           |
| 13 lutas        | 12 vitórias | 1 derrota |
| Por nocaute     | 2           | 1         |
| Por finalização | 8           | 0         |
| Por decisão     | 2           | 0         |
| Empates         | 0           | 0         |

| Res.    | Cartel | Oponente        | Método                           | Evento                           | Data       | Round | Tempo | Local                         | Notas                             |
| ------- | ------ | --------------- | -------------------------------- | -------------------------------- | ---------- | ----- | ----- | ----------------------------- | --------------------------------- |
| Vitória | 12-1   | Joe Condon      | Decisão (Unânime)                | WSOF 20: Branch vs. McElligott   | 10/04/2015 | 3     | 5:00  | Ledyard, Connecticut          |                                   |
| Derrota | 11-1   | Justin Gaethje  | Nocaute (soco)                   | WSOF 11: Gaethje vs. Newell      | 05/07/2014 | 2     | 3:09  | Daytona Beach, Flórida        | Pelo Cinturão Peso Leve do WSOF.  |
| Vitória | 11-0   | Sabah Fadai     | Finalização (guilhotina em pé)   | WSOF 7: Karakhanyan vs. Palmer   | 07/12/2013 | 1     | 1:21  | Vancouver, Colúmbia Britânica |                                   |
| Vitória | 10-0   | Keon Caldwell   | Finalização (guilhotina)         | WSOF 4: Spong vs. DeAnda         | 10/08/2013 | 1     | 2:07  | Ontario, Califórnia           | Estréia no WSOF.                  |
| Vitória | 9–0    | Eric Reynolds   | Finalização (mata leão)          | XFC 21                           | 07/12/2012 | 1     | 1:22  | Nashville, Tennessee          | Ganhou o Título Peso Leve do XFC. |
| Vitória | 8–0    | David Mays      | Nocaute (joelhada)               | XFC 19: Charlotte Showdown       | 03/08/2012 | 1     | 2:01  | Charlotte, Carolina do Norte  |                                   |
| Vitória | 7–0    | Chris Coggins   | Decisão (majoritária)            | XFC 17: Apocalypse               | 13/04/2012 | 3     | 5:00  | Jackson, Tennessee            |                                   |
| Vitória | 6–0    | Denis Hernandez | Finalização (chave de calcanhar) | XFC 15: Tribute                  | 03/12/2011 | 1     | 1:11  | Tampa, Flórida                |                                   |
| Vitória | 5–0    | Anthony Kaponis | Finalização (chave de braço)     | Cage Titans 5 - Vendetta         | 25/06/2011 | 1     | 1:01  | Boston, Massachusetts         |                                   |
| Vitória | 4–0    | Billy Walsh     | Finalização (chave de braço)     | Cage Titans 3 - Mayhem           | 28/01/2011 | 1     | 1:24  | Randolph, Massachusetts       |                                   |
| Vitória | 3–0    | Steve Butler    | Finalização (mata leão)          | Triumph Fighter 1 - Supremacy    | 27/03/2010 | 1     | 1:59  | Milford, Nova Hampshire       |                                   |
| Vitória | 2–0    | John Biasiucci  | Finalização (mata leão)          | ICE Fighter - Christmas Beatdown | 12/12/2009 | 1     | 1:31  | Worcester, Massachusetts      |                                   |
| Vitória | 1–0    | Daniel Ford     | Nocaute Técnico (socos)          | CFX 3 - Rumble in the Jungle     | 20/06/2009 | 1     | 4:20  | Plymouth, Massachusetts       |                                   |